# Holothuria bivittata
Holothuria bivittata är en sjögurkeart som beskrevs av Mitsukuri. Holothuria bivittata ingår i släktet Holothuria och familjen Holothuriidae. Inga underarter finns listade i Catalogue of Life.